# Lilyan Chauvin
Lilyan Zemoz, pseudonimo di Lilyan Chauvin (Parigi, 6 agosto 1925 – Los Angeles, 26 giugno 2008), è stata un'attrice, regista e produttrice cinematografica statunitense.

## Biografia
Lilyan Chauvin iniziò la sua carriera in Francia. Sua madre era francese, suo padre era italiano. Mentre era sotto contratto con una stazione radio francese sognava di diventare avvocato, ma ben presto i suoi guadagni
superarono quelli dei suoi genitori e così prese in seria considerazione di fare diventare lo spettacolo la sua vita. Studiò presso la Scuola di Cinema, e alla scuola di Jean Louis Barrault, entrambe a Parigi.
Si trasferì a New York per il suo 21º compleanno e diventò cittadina degli Stati Uniti. Studiò con Uta Hagen e all'Actors Studio a New York. Frequentò la scuola di lingue di Berlitz e ogni giorno guardava film americani per migliorare il suo inglese. Già esperta in spagnolo, tedesco, italiano e russo, ben presto divenne una delle migliori
insegnanti della scuola e fu chiamata a insegnare gli accenti di varie lingue agli attori che ne avevano bisogno per i ruoli che dovevano interpretare.

## Insegnamento
Lilyan Chauvin fu anche una delle più ricercate e rinomate istruttrici e preparatrici alla recitazione. Molte delle sue tecniche sono diventate strumenti didattici all'interno del settore e hanno fornito ispirazione per molti altri educatori di successo. Come autrice ed educatrice insegnò a livello internazionale in occasione di seminari come relatrice principale, docente e consulente.
Fu inoltre creatrice e coproduttrice della serie Hollywood Structured, dove ogni settimana esplorava gli aspetti del lavoro cinematografico invitando e intervistando i migliori professionisti. I 64 episodi della serie affrontavano argomenti come recitazione, regia, trucco, documentazione, produzione, musica, commedia, cinematografia, controfigure, pubblicità, sceneggiature,
danza, preparazione sportiva, progettazione, produzione, aspetti legali, agenzie di spettacolo, selezioni degli attori, effetti speciali e tanti altri ancora. Chauvin scrisse Hollywood Scams & Survival Tactics, in cui  condivise molte delle sue esperienze e le proprie tecniche professionali.
Insegnò recitazione e regia per oltre 10 anni alla USC e per due anni alla UCLA. Alcuni suoi studenti furono Raquel Welch, Suzanne Somers, Margie Haber, Carly Schroeder, Kin e Wil Shriner, e Kevin Nealon. Era consulente tecnico e istruttrice di dizione alla MGM e lavorò come istruttrice e supervisore ai dialoghi e alla recitazione alla Warner Brothers. Per molti anni diresse Women in Film Director's Workshop, che attirò un gran numero di protagonisti provenienti da vari ambiti della cinematografia.

## Affiliazioni
Chauvin fece parte del Womens's Steering Committee della Directors Guild of America e ottenne più di 35 riconoscimenti dalla DGA (Directors Guild of America) a partire dal 1979. Era un membro della Screen Actors Guild, della Writers Guild of America, della American Federation of Television and Radio Artist ed Equity. Impegnata a promuovere cause delle donne, in particolare nel settore, Chauvin è stata membro per 39 anni di Women in Film.

## Morte
Morì nella sua casa a Studio City il 26 giugno 2008, all'età di 82 anni, dopo una lunga battaglia contro il tumore al seno e per problemi cardiaci.

## Filmografia

### Attrice

#### Cinema
- 10.000 camere da letto (Ten Thousand Bedrooms), regia di Richard Thorpe (1957)
- La bella di Mosca (Silk Stockings), regia di Rouben Mamoulian (1957)
- Contrabbando sul Mediterraneo (Tip on a Dead Jockey), regia di Richard Thorpe (1957)
- Les Girls, regia di George Cukor (1957)
- La via del male (King Creole), regia di Michael Curtiz (1958)
- In licenza a Parigi (The Perfect Furlough), regia di Blake Edwards (1958)
- Lost, Lonely and Vicious, regia di Frank Myers (1958)
- L'uomo che capiva le donne (The Man Who Understood Women), regia di Nunnally Johnson (1959)
- I giganti del mare (The Wreck of the Mary Deare), regia di Michael Anderson (1959)
- I draghi del West (Walk Like a Dragon), regia di James Clavell (1960)
- Pugni, pupe e pepite (North to Alaska), regia di Henry Hathaway (1960)
- Bloodlust!, regia di Ralph Brooke (1961)
- Il sentiero degli amanti (Back Street), regia di David Miller (1961)
- I quattro cavalieri dell'Apocalisse (The Four Horsemen of the Apocalypse), regia di Vincente Minnelli (1962)
- Due settimane in un'altra città (Two Weeks in Another Town), regia di Vincente Minnelli (1962)
- Per un pugno di donne (Tickle Me), regia di Norman Taurog (1965)
- Appuntamento sotto il letto (Yours, Mine and Ours), regia di Melville Shavelson (1968)
- La macchia della morte (The Mephisto Waltz), regia di Paul Wendkos (1971)
- Machismo: 40 Graves for 40 Guns, regia di Paul Hunt (1971)
- A Pocket Filled with Dreams, regia di Joanna Lee (1974)
- Funny Lady, regia di Herbert Ross (1975)
- L'altra faccia di mezzanotte (The Other Side of Midnight), regia di Charles Jarrott (1977)
- Al di là della ragione (Beyond Reason), regia di Telly Savalas (1977)
- Soldato Giulia agli ordini (Private Benjamin), regia di Howard Zieff (1980)
- The Junkman, regia di H.B. Halicki (1982)
- Natale di sangue (Silent Night, Deadly Night), regia di Charles E. Sellier Jr. (1984)
- Born in East L.A., regia di Cheech Marin (1987)
- Parlami di te (Listen to Me), regia di Douglas Day Stewart (1989)
- Angel Town, regia di Eric Karson (1990)
- Cattive compagnie (Bad Influence), regia di Curtis Hanson (1990)
- Predator 2, regia di Stephen Hopkins (1990)
- Cambio d'identità (True Identity), regia di Charles Lane (1991)
- I nuovi eroi (Universal Soldier), regia di Roland Emmerich (1992)
- Round Trip to Heaven, regia di Alan Roberts (1992)
- Delitto a teatro (No Place to Hide), regia di Richard Danus (1992)
- Pumpkinhead II: Blood Wings, regia di Jeff Burr (1993)
- Cinque assi (Five Aces), regia di David Michael O'Neill (1999)
- Paradise, regia di Roger Steinmann (1999)
- Stanley's Gig, regia di Marc Lazard (2000)
- Skeleton Woman, regia di Vivi Letsou (2000)
- L'uomo che non c'era (The Man Who Wasn't There), regia di Joel Coen (2001)
- Duty Dating, regia di Cherry Norris (2002)
- Prova a prendermi (Catch Me If You Can), regia di Steven Spielberg (2002)
- Sublime, regia di Tony Krantz (2007)
- The Passing, regia di John Harwood (2011)

#### Film TV
- La lunga notte di Entebbe (1976)
- Portrait of a Stripper (1979)
- Quando morire (1987)
- Baci, pupe e Rock'n'roll (1991)
- Stormy Weathers (1992)
- Pumpkinhead II: Blood Wings (1994)
- Tonya & Nancy: The Inside Story (1994)
- Donne all'attacco (1994)
- Tyson (1995)
- The Warlord: Battle for the Galaxy (1998)
- La verità nascosta (2000)

#### Serie TV
- Kraft Television Theatre – serie TV, 1 episodio (1950)
- Studio One – serie TV, 1 episodio (1953)
- Crusader – serie TV, episodio 1x28 (1956)
- The Adventures of Jim Bowie – serie TV, 1 episodio (1956)
- The Man Called X – serie TV, 1 episodio (1957)
- Adventures of Superman – serie TV, 1 episodio (1957)
- The Court of Last Resort – serie TV, episodio 1x05 (1957)
- The Walter Winchell File – serie TV, 1 episodio (1958)
- The Californians – serie TV, 1 episodio (1958)
- Alfred Hitchcock presenta (Alfred Hitchcock presenta) – serie TV, 1 episodio (1958)
- Panico (Panic!) – serie TV, episodio 2x12 (1958)
- Harbor Command – serie TV, episodio 1x38 (1958)
- Maverick – serie TV, episodio 2x05 (1958)
- Dragnet – serie TV, 1 episodio (1959)
- Alcoa Presents: One Step Beyond – serie TV, 1 episodio (1959)
- Disneyland – serie TV, 2 episodi (1979-1978)
- Richard Diamond (Richard Diamond, Private Detective) – serie TV, 1 episodio (1960)
- The Law and Mr. Jones – serie TV, 1 episodio (1960)
- Thriller – serie TV, 1 episodio (1961)
- La valle dell'oro (Klondike) – serie TV, episodio 1x16 (1961)
- The Case of the Dangerous Robin – serie TV, 1 episodio (1961)
- Avventure in paradiso (Adventures in Paradise) – serie TV, episodio 3x25 (1962)
- G.E. True – serie TV, 1 episodio (1962)
- Combat! – serie TV, 1 episodio (1964)
- Gli inafferrabili (The Rogues) – serie TV, episodio 1x01 (1964)
- Polvere di stelle (Bob Hope Presents the Chrysler Theatre) – serie TV, 1 episodio (1965)
- Organizzazione U.N.C.L.E. (The Man from U.N.C.L.E.) – serie TV, 1 episodio (1965)
- Perry Mason – serie TV, 1 episodio (1965)
- Daniel Boone – serie TV, 1 episodio (1966)
- Missione impossibile (Mission: Impossible) – serie TV, 1 episodio (1967)
- Sui sentieri del West (The Outcasts) – serie TV, episodio 1x26 (1969)
- Uno sceriffo a New York (McCloud) – serie TV, 1 episodio (1970)
- Matt Lincoln – serie TV, 1 episodio (1970)
- To Rome with Love – serie TV, 1 episodio (1970)
- McMillan e signora (McMillan & Wife) – serie TV, 1 episodio (1971)
- Mannix – serie TV, 1 episodio (1973)
- Il mago (The Magician) – serie TV, 1 episodio (1973)
- The Bob Newhart Show – serie TV, 1 episodio (1973)
- Lotta per la vita (Medical Story) – serie TV (1975)
- La squadriglia delle pecore nere (Baa Baa Black Sheep) – serie TV, 1 episodio (1977)
- L'uomo di Atlantide (Man from Atlantis) – serie TV, 1 episodio (1977)
- Sulle strade della California (Police Story) – serie TV, 1 episodio (1977)
- Angeli volanti (Flying High) – serie TV, 1 episodio (1978)
- Visions – serie TV, 1 episodio (1979)
- Fantasilandia (Fantasy Island) – serie TV, 1 episodio (1979)
- Lou Grant – serie TV, 1 episodio (1981)
- La camera oscura (Darkroom) – serie TV, 1 episodio (1982)
- Magnum, P.I. – serie TV, 1 episodio (1982)
- Cuore e batticuore (Hart to Hart) – serie TV, 1 episodio (1982)
- Il mio amico Arnold (Diff'rent Stroke) – serie TV, 1 episodio (1982)
- Giorno per giorno (One Day at the Time) – serie TV, 1 episodio (1982)
- L'albero delle mele (The Facts of Life) – serie TV, 1 episodio (1983)
- Falcon Crest – serie TV, 3 episodi (1983-1984)
- Masquerade – serie TV, 1 episodio (1984)
- Nutcracker, Money, Madness & Murder – miniserie TV (1987)
- Febbre d'amore (The Young and the Restless) – serie TV, 1 episodio (1990)
- Baywatch – serie TV, 1 episodio (1992)
- Homefront – serie TV, 1 episodio (1993)
- Cafe Americain – serie TV, 5 episodi (1993)
- La signora in giallo (Murder, She Wrote) – serie TV, episodio 11x02 (1994)
- Progetto Eden (Earth 2) – serie TV, 1 episodio (1995)
- X-Files (The X-Files)  – serie TV, 1 episodio (1995)
- Jarod il camaleonte (The Pretender) – serie TV, 1 episodio (1996)
- Star Trek: Deep Space Nine – serie TV, 1 episodio (1997)
- Bayside School - La nuova classe (Saved by the Bell: The New Class) – serie TV, 1 episodio (1997)
- USA High – serie TV, 1 episodio (1998)
- Friends – serie TV, 1 episodio (1999)
- Shasta McNasty – serie TV, 1 episodio (2000)
- Frasier – serie TV, 1 episodio (2000)
- The Beast – serie TV, 1 episodio (2001)
- Alias – serie TV, 1 episodio (2002)
- E.R. - Medici in prima linea (ER) – serie TV, 1 episodio (2003)
- Malcolm – serie TV, 1 episodio (2005)
- CSI: Scena del crimine (CSI: Crime Scene Investigation) – serie TV, 1 episodio (2006)
- Ugly Betty – serie TV, 1 episodio (2007)

## Videogiochi
- Phantasmagoria (1995)
- Soldier of Fortune II: Double helix (2002)